# North Lakhimpur
North Lakhimpur est une ville indienne située dans le district de Lakhimpur dans l’État de l'Assam. En 2011, sa population était de 59 814 habitants.

## Source de la traduction
- (en) Cet article est partiellement ou en totalité issu de l’article de Wikipédia en anglais intitulé « North Lakhimpur » (voir la liste des auteurs).